# がっつきたいか
がっつきたいかは、SMA NEET Projectに所属する日本のお笑いコンビ。2003年6月結成、2008年1月まではトリオとして活動していた。

## メンバー
- 市村 雄介（いちむら ゆうすけ、1981年9月1日（43歳） - ）
  - 神奈川県相模原市(旧・津久井郡)出身、血液型はB型、身長177cm、日本大学商学部卒業。既婚。

- くらっちゃん（〈本名：倉田 哲史（くらた てつし）〉、1981年6月5日（43歳） - ）
  - 神奈川県相模原市(旧・津久井郡)出身、血液型はA型、身長168cm、日本大学法学部卒業。既婚。妻は公務員。

### 旧メンバー
- 舘田 俊（たてだ すぐる、1981年6月13日（43歳） - ）
  - 青森県青森市出身、血液型はO型、身長171cm。
  - 2008年1月に脱退。

## 概要
- 中学校からの同級生。日本大学経商法落語研究会出身で、市村からコンビ結成を誘った[1]。
- 結成当初は5人組で、当時のグループ名は「セレクティッド5!」。その後、八島広樹（現EE男）とヒノスポン（元サイダーコーラ）の2人が脱退し、トリオとなって現在の名前になる[2]。2008年1月に舘田が脱退し現在のコンビとなる。ネタは主にコントを行なっている。

主な作品は「翼をくださいの合いの手」。

## 出演

### テレビ番組
- 爆笑オンエアバトル（NHK総合）戦績1勝1敗 最高457KB
- オンバト+（NHK総合）戦績0勝1敗 最高277KB
- エンタの神様（日本テレビ）[3]

ほか

### Web配信番組
- 生スパロボチャンネル（2016年 - 2024年、ニコニコ生放送・YouTube） - 司会・不定期配信
- SHUEISHA GAMES ON!（2024年 - 、YouTube） - 司会（倉田のみ）[4]